# Алиминуза
Алимину̀за (на италиански: Aliminusa, на сицилиански Larminusa, Ларминуза) е село и община в Южна Италия, провинция Палермо, автономен регион и остров Сицилия. Разположено е на 450 m надморска височина. Населението на общината е 1291 души (към 2011 г.).